# Friedrich Wilhelm Kopsch

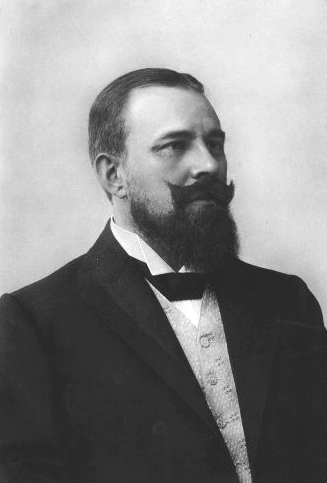
Friedrich Wilhelm Theodor Kopsch

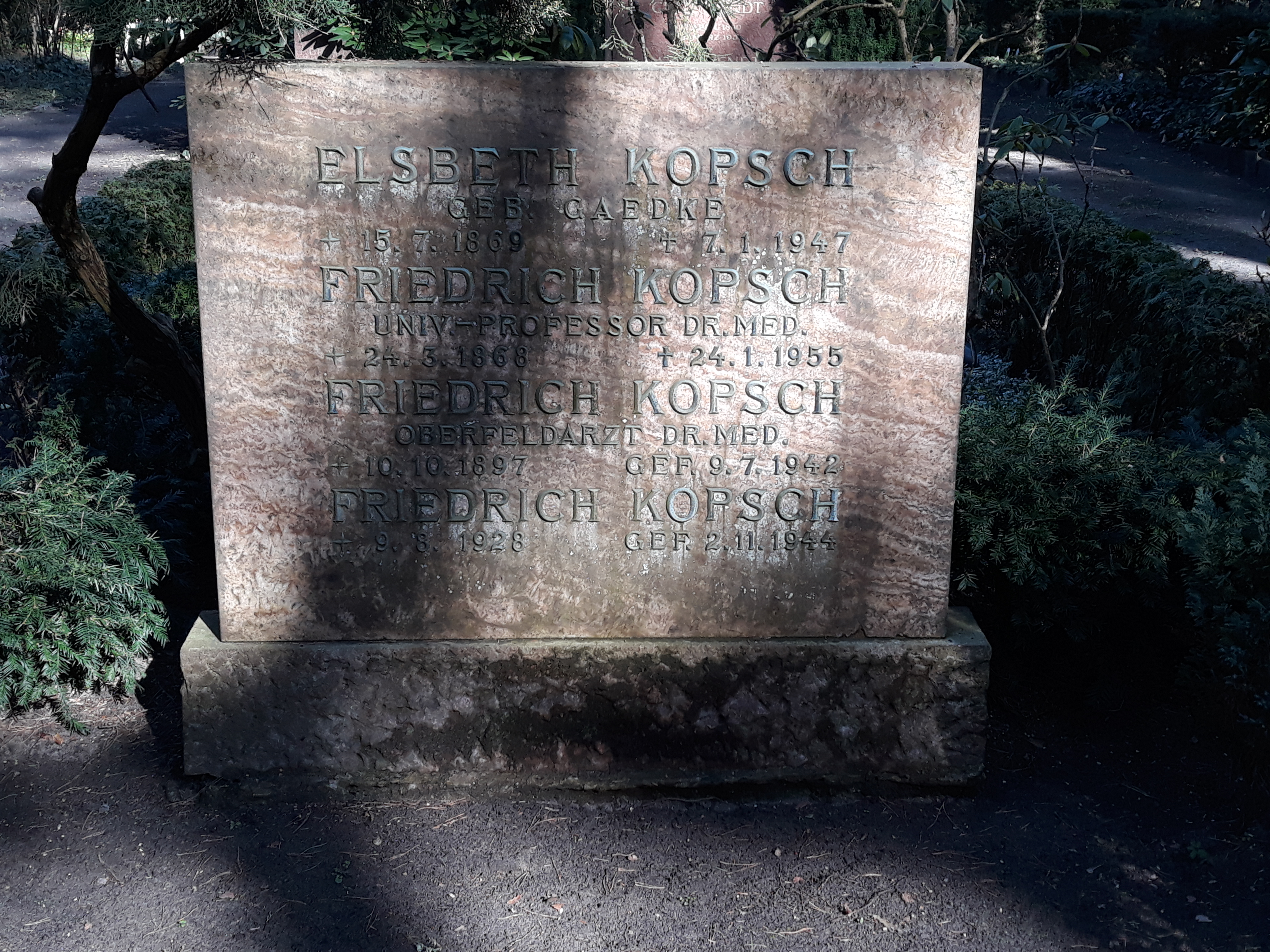
Das Grab von Friedrich Wilhelm Kopsch und seiner Ehefrau Elsbeth, geborene Gaedke, auf dem Waldfriedhof Dahlem in Berlin

Friedrich Wilhelm Theodor Kopsch (* 24. März 1868 in Saarbrücken; † 24. Januar 1955 in Berlin) war ein deutscher Anatom.

## Leben und Wirken
Kopsch studierte ab 1888 an der Friedrich-Wilhelms-Universität Berlin Medizin. Er war Schüler von Hans Virchow und Heinrich Wilhelm Waldeyer. 1892 promovierte er mit der Dissertation „Iris und corpus ciliare des Reptilienauges“. Von 1892 bis 1895 war er als Assistent am damaligen II. Anatomischen Institut in Berlin tätig. Danach wechselte er an das I. Anatomische Institut der Stadt zu Waldeyer. Er habilitierte sich dort 1898 für Anatomie und wurde Privatdozent. Nach der Ernennung zum Titularprofessor 1908 wurde Kopsch 1910 Oberassistent und 1919 zweiter Prosektor. 1921 wurde er zum außerordentlichen Professor ernannt und übernahm die Stelle des ersten Prosektors. Im Jahr 1925 wurde er zum Mitglied der Leopoldina gewählt. 1935 wurde Friedrich Kopsch zum ordentlichen Professor für Histologie, Embryologie und Anatomie unter der Institutsleitung von Hermann Stieve berufen. Ab 1897 war Kopsch Herausgeber der Internationalen Monatsschrift für Anatomie und Physiologie. Das von August Rauber (1841–1917) begründete „Lehrbuch und Atlas der Anatomie des Menschen“ wurde nach dessen Tod von Kopsch als Alleinautor weitergeführt.
Bereits emeritiert, stellte sich Kopsch von 1945 bis 1949 als zweiter Direktor neben Anton Johannes Waldeyer nochmals in den Dienst des Instituts.
Friedrich Kopsch verstarb 1955 im Alter von 86 Jahren in Jahren in Berlin. Sein Grab befindet sich auf dem Waldfriedhof Dahlem.

## Schriften (Auswahl)
- Die Thrombocyten (Blutplättchen) des Menschenblutes und ihre Veränderungen bei der Blutgerinnung. 1901.
- Art, Ort und Zeit der Entstehung des Dottersackentoblasts bei verschiedenen Knochenfischarten. 1902.
- Die Darstellung des Binnennetzes in spinalen Ganglienzellen und anderen Körperzellen mittels Osmiumsäure. 1902.
- Untersuchungen über Gastrulation and Embryobildung bei den Chordaten. Georg Thieme Verlag, 1904.
- mit August Rauber: Lehrbuch und Atlas der Anatomie des Menschen. 4 Bände, Georg Thieme Verlag, 1907
- Die Entstehung von Granulationsgeschwülsten und Adenomen, Karzinom, und Sarkom durch die Larve der Nematode Rhabditis pellio:  Ein Beitrag zu den Bedingungen der Entstehung echter Geschwülste. Georg Thieme, 1919.
- als Hrsg.: Rauber's Lehrbuch der Anatomie des Menschen. 6 Bände, 11. Aufl. Leipzig 1920.
- Die Nomina anatomica des Jahres 1895. Georg Thieme Verlag, 1941.